# Lajas (miasto na Kubie)
Lajas – miasto na Kubie, w prowincji Cienfuegos, siedziba gminy o tej samej nazwie. Ma powierzchnię 430 km², zamieszkuje je 22602 mieszkańców.